# Labradorströmmen

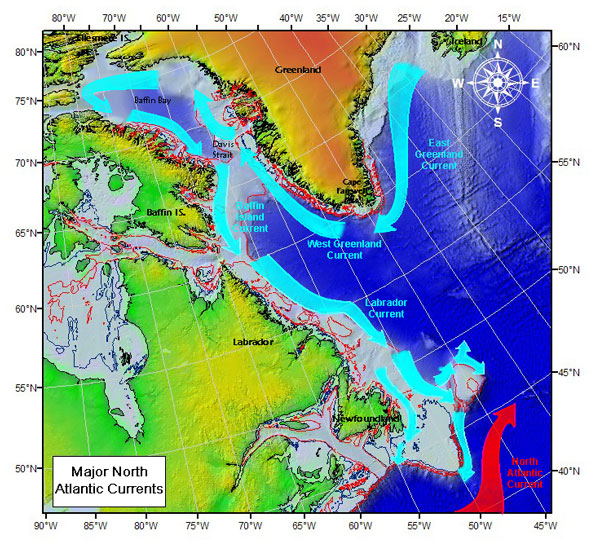
Labradorströmmen på kartan (engelska).

Labradorströmmen är en kall havsström i nordvästra Atlanten som flyter från Norra ishavet söderut längs med Labradorkusten, rundar Newfoundland för att sedan fortsätta längs med kusten utanför Nova Scotia. Vatten från Västgrönländska strömmen förenas med arktiskt vatten från Baffinbukten och Hudsonsundet i Labradorströmmen.
Strömmen möter Golfströmmen vid Stora bankarna utanför Newfoundland – ett möte som skapar en av de dimtätaste regionerna och rikaste fiskvattnen på jorden.
På våren och tidigt på sommaren för Labradorströmmen isberg från Grönlands glaciärer söderut till de transatlantiska sjörutterna, vilket kan innebära en fara för sjöfarten ända ner mot Newfoundlandsbankarna.
Labradorströmmen har en nedkylande inverkan på Kanadas atlantprovinser och de kustnära delarna av New England. Detta märks framför allt i att trädgränsen i östra Nordamerika ligger femton grader längre söderut än i Sibirien, Europa och västra Kanada.